# 2ТЕ137
2ТЕ137 — дослідний радянський двосекційний дванадцятивісний тепловоз з потужністю двигунів 2 × 4000 к.с. з електричною передачею змінного струму. Конструктивно — вантажний тепловоз 2ТЕ121 з асинхронними тяговими електродвигунами. В експлуатацію не надходив.

## Історія
В кінці 1970-их — першій половині 1980-их у Радянському Союзі, як і в багатьох країнах світу, проводилися дослідження по застосуванню на самохідному рухомому складі (локомотиви і моторвагонні поїзди) безколекторних тягових електродвигунів (синхронні або асинхронні). 1975 Луганський тепловозобудівний завод побудував тепловоз (макетний зразок) ТЕ120 потужністю 3000 к.с. з електричною передачею змінного струму і з асинхронними ТЕД. У грудні 1978 була здійснена перша обкатка ТЕ120, а в 1979 його направили на Донецьку залізницю для проходження експлуатаційних випробувань. На підставі цих випробувань рекомендували побудувати дослідний двосекційний тепловоз 2ТЕ121 обладнаний асинхронними ТЕД.
25 березня 1980 від Міністерства шляхів сполучення СРСР надійшла заявка з вихідними технічними вимогами. 1985 Луганський тепловозобудівний завод закінчив будівництво дослідного двосекційного тепловоза (ТУ24.04.544-9), який позначили 2ТЕ137. Конструктивно 2ТЕ137 копіював 2ТЕ121: механічна частина, дизель-агрегат 2В-9ДГ (дизельний двигун 2В-5Д49, тяговий агрегат А-714А). Основні відмінності полягали лише в заміні тягових електродвигунів постійного струму на асинхронні (АД-901), у зв'язку з чим замість випрямної установки був застосований перетворювач частоти (ПЧ-МТП-550-1,2к). Устаткування було розраховане на експлуатацію в умовах помірного і холодного клімату.
1985 Новочеркаський електровозобудівний завод випустив ще один потужний локомотив з асинхронними ТЕД — електровоз ВЛ86Ф, створеного на базі ВЛ85.
Порівняно з 2ТЕ121, тепловоз 2ТЕ137 вийшов досить важким — 300 т, з осьовим навантаженням 25 тс, що було граничною для більшості ліній з тепловозною тягою. 25 травня 1986 було видано постанову ЦК КПРС і Ради міністрів СРСР № 633 «Про заходи щодо подальшого поліпшення роботи і зміцненню матеріально-технічної бази залізничного транспорту в 1986—1990 рр..», що мало дати новий поштовх у дослідженнях цього питання. Дослідний зразок двосекційного тепловоза залишився на заводі для проведення випробувань і відпрацювання електричної передачі змінного струму. У лютому 1988 Міністерство шляхів сполучення погодило, а Міністерство важкого, енергетичного і транспортного машинобудування затвердило технічне завдання на тепловози з електричною передачею змінного струму.
Важке економічне становище в Радянському Союзі, а також його розпад зупинили виконання завдання, а роботи з вивчення застосування на локомотивах безколекторних тягових двигунів були згорнуті. 2ТЕ137 не надходив на залізниці. За даними на 2008, тепловоз з завареними металевими листами вікнами перебував на території заводу.